# جام جهانی فیفا ۲۰۰۶ (بازی ویدئویی)
جام جهانی فیفا ۲۰۰۶ (انگلیسی: 2006 FIFA World Cup) یک بازی ویدئویی در سبک بازی ورزشی است که توسط ای‌ای اسپورتس در سال ۲۰۰۶ و در پلت‌فرم‌های نینتندو دی‌اس، گیم بوی ادوانس، اکس‌باکس ۳۶۰، پلی‌استیشن ۲، مایکروسافت ویندوز و پلی‌استیشن همراه منتشر شده‌است.

## تیم‌های موجود در بازی

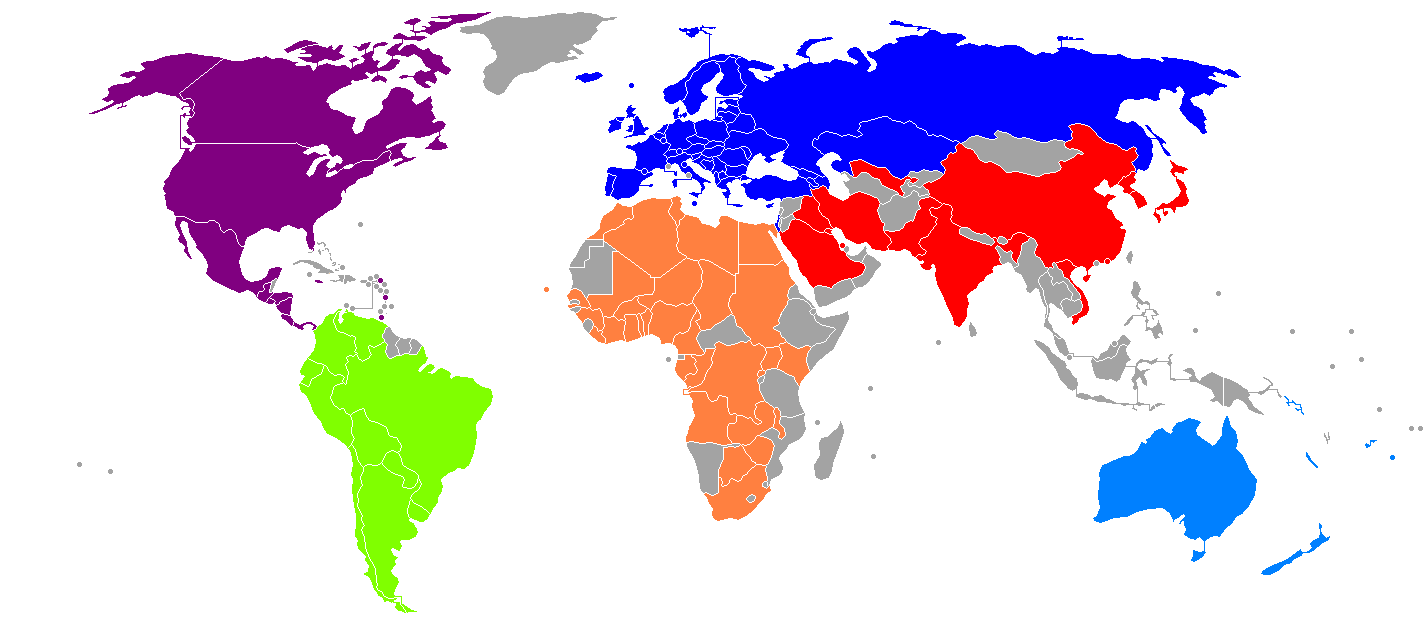
۱۲۷ کشور موجود در بازی

### آسیا
- بحرین
- چین
- هنگ کنگ
- هند
- ایران
- عراق
- ژاپن
- کویت
- کرهٔ شمالی
- پاکستان
- عربستان سعودی
- کرهٔ جنوبی
- ازبکستان
- ویتنام

### اروپا
- آلبانی
- آندورا
- ارمنستان
- اتریش
- آذربایجان
- بلاروس
- بلژیک
- بوسنی و هرزگوین
- بلغارستان
- کرواسی
- قبرس
- چک
- دانمارک
- انگلستان
- استونی
- جزایر فارو
- فنلاند
- فرانسه
- گرجستان
- آلمان
- یونان
- مجارستان
- ایسلند
- جمهوری ایرلند
- اسرائیل
- ایتالیا
- قزاقستان
- لتونی
- لیختن‌اشتاین
- لیتوانی
- لوکزامبورگ
- مقدونیه شمالی
- مالت
- مولدووا
- هلند
- ایرلند شمالی
- نروژ
- لهستان
- پرتغال
- رومانی
- روسیه
- سان مارینو
- اسکاتلند
- صربستان و مونته‌نگرو
- اسلواکی
- اسلوونی
- اسپانیا
- سوئد
- سوئیس
- ترکیه
- اوکراین
- ولز

### آفریقا
- الجزایر
- آنگولا
- بنین
- بوتسوانا
- بورکینافاسو
- کامرون
- کیپ ورد
- کنگو
- چاد
- Congo DR
- مصر
- گابن
- غنا
- گینه
- ساحل عاج
- کنیا
- لیبریا
- لیبی
- مالاوی
- مالی
- مراکش
- نیجر
- نیجریه
- رواندا
- سنگال
- آفریقای جنوبی
- سودان
- توگو
- تونس
- اوگاندا
- زامبیا
- زیمبابوه

### آمریکای شمالی
- کانادا
- کاستاریکا
- السالوادور
- گواتمالا
- هندوراس
- جامائیکا
- مکزیک
- نیکاراگوئه
- پاناما
- سنت کیتس و نویس
- سنت وینسنت و گرنادین‌ها
- ترینیداد و توباگو
- ایالات متحده آمریکا

### اقیانوسیه
- استرالیا
- فیجی
- نیوزیلند
- جزایر سلیمان
- تاهیتی
- وانواتو

### آمریکای جنوبی
- آرژانتین
- بولیوی
- برزیل
- شیلی
- کلمبیا
- اکوادور
- پاراگوئه
- پرو
- اروگوئه
- ونزوئلا